# Schloss Pläswitz

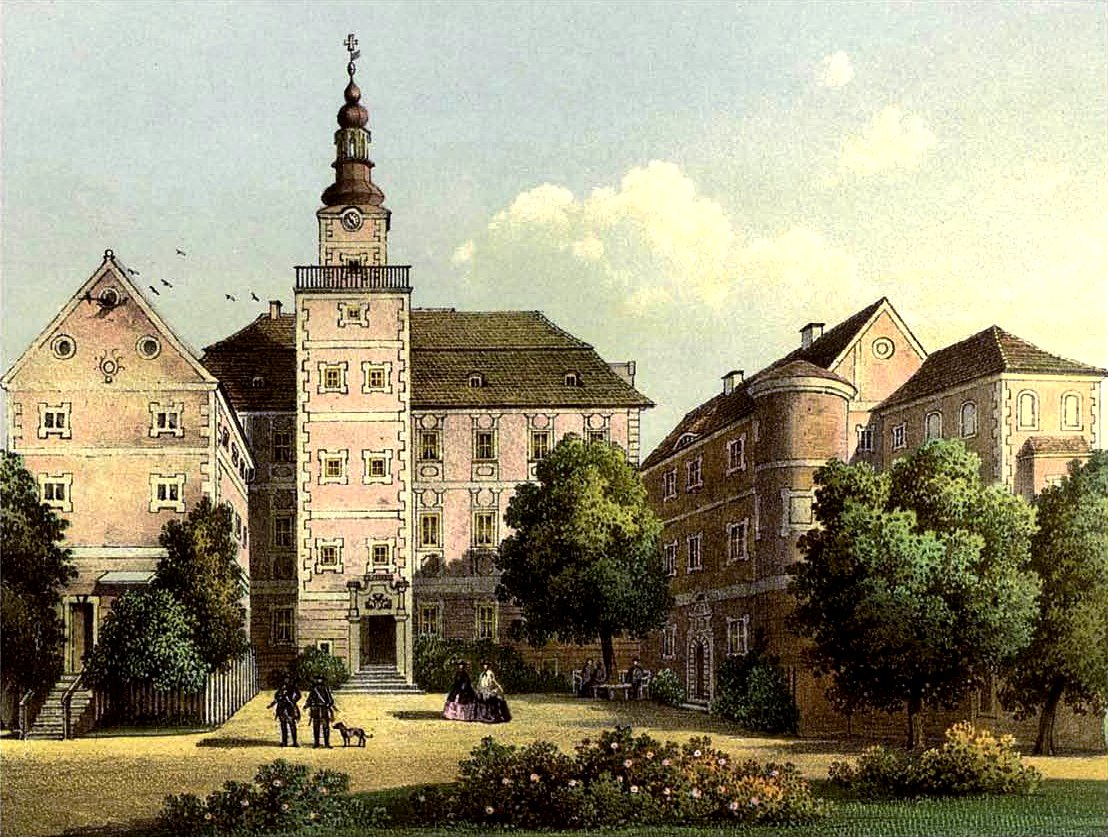
Schloss Pläswitz um 1864/65, Sammlung Alexander Duncker

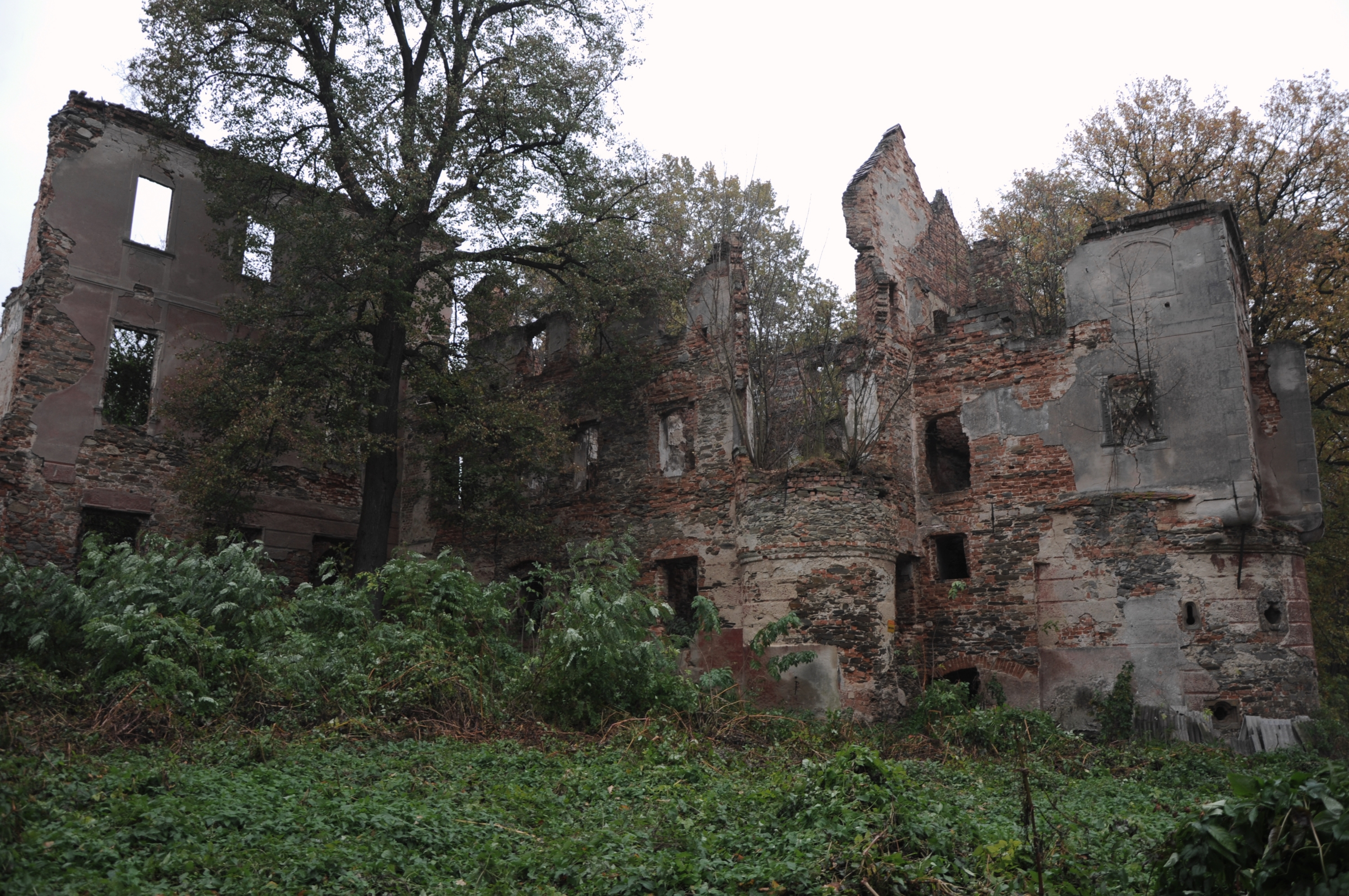
Ruine von Schloss Pläswitz (2012)

Das Schloss Pläswitz (polnisch Pałac w Pielaszkowicach) ist die Ruine eines Schlosses in Pielaszkowice (Pläswitz) im Powiat Średzki (Kreis Neumarkt) in der Gemeinde Udanin (Gäbersdorf) in der Woiwodschaft Niederschlesien in Polen.

## Geschichte
Pläswitz wurde im 12. Jahrhundert durch den Lokator Peter Wlast angelegt. 1375 erhielt Landeshauptmann Thimo VII. von Colditz die Herrschaft über den Ort. Unter Hans von Mühlheim wurde 1577 ein Renaissanceschloss mit Mittelturm, vorgelagerter Bastei und Wassergraben errichtet. Nach 1659 war das Schloss in Besitz der Herren von Rechenberg, ab 1700 wurde es unter den von Nostitz im Stil des Frühbarock umgebaut. Durch Heirat gelangte das Schloss an das Adelsgeschlecht von Buddenbrock, vertreten durch Dietrich von Buddenbrock. Unter denen von Buddenbrock erhielt das Schloss unter anderem ein Mansarddach und seinen charakteristischen roten Anstrich. Im Jahr 1813 wurde auf dem Schloss der Waffenstillstand von Pläswitz zwischen Napoleon auf der einen Seite und Preußen und Russland auf der anderen Seite geschlossen. 
Bekanntester Grundbesitzer war der spätere General Johann von Buddenbrock. Die Familie bildete bald eine eigene Familienlinie Pläswitz heraus. Der Besitz war längst zum Familienfideikommiss bestimmt, zur Sicherung des Erbes. Einzelne Buddenbrocks hatten politische Ämter, wie der Kammerpräsident Karl Freiherr von Buddenbrock (1743–1826), verheiratet mit Anna Elisabeth von Ziegenhausen, später mit Karoline von Brockhausen. Aus erster Ehe stammte der nächste Fideikommissherr Karl jun. Freiherr von Buddenbrock (1795–1838). Andere Buddenbrocks hatten auch Aufgaben am preußischen Landtag. Nacherbe wurde Maximilian Freiherr von Buddenbrock (1831–1905), Regierungsrat und preußischer Kammerherr, liiert mit Elisabeth Adele von Oelsen.
Die Familie blieb im Eigentum bis 1945. Letzter Gutsherr war Erich Freiherr von Buddenbrock (1873–1966). Er war zweimal verheiratet, zunächst mit Erna von Stegmann und Stein, Scheidung 1912, dann mit Mithes von Colmar-Meyenburg, verwitwete von Wietersheim, geschieden 1938, und er war ein bekannter Herrenreiter. Die Größe des Gutes Pläswitz betrug bei der letzten Erhebung 1937 konkret 558 ha. Dann folgte 1945 die Enteignung der Buddenbrocks.
Ein Brand verwüstete das Schloss 1948. Der Schlosspark ist verwildert.